# Gerry Weil
Gerry Weil (* 11. August 1939 in Wien als Gerhard Weilheim; † 16. November 2024 in Caracas) war ein österreichisch-venezolanischer Musiker, der als Pianist, Komponist, Arrangeur und Musikpädagoge tätig war. Sein musikalisches Werk wird als eines der wertvollsten im Jazz-Genre in Venezuela angesehen, weshalb er als „Der Meister des venezolanischen Jazz“ bezeichnet wurde.

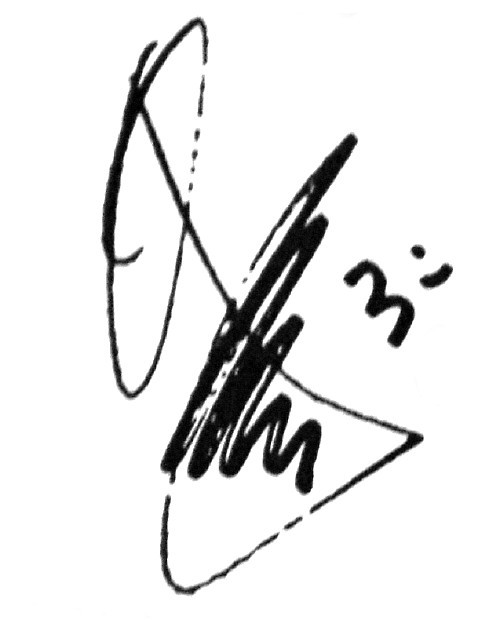
Gerry Weils Unterschrift

## Biografie
Weil wuchs bei seiner Großmutter auf, nachdem seine Mutter, Anne Chalupa, eine Gesangskarriere eingeschlagen hatte und häufig deutsche Truppen unterhielt. Sein erster Kontakt mit Musik (insbesondere mit Jazz) begann im Alter von etwa sechs Jahren, nach dem Sieg der Alliierten in Europa, in den letzten Tagen des Zweiten Weltkriegs. Der Jazz, der von den nordamerikanischen Besatzungstruppen nach Europa gebracht wurde, zog ihn in seinen Bann, wobei ihn besonders die Musik von Glenn Miller und der Swing faszinierte. 1957 zog er nach Venezuela, wo er sich intensiv mit der Kultur und den lokalen Rhythmen auseinandersetzte. Die musikalische Ausbildung von Weil begann nach seiner Einwanderung. Im Alter von 17 Jahren erhielt er Unterricht bei Musikern wie Tito Fuentes, Eduardo Cabrera und Rubén Jacpo. Ein großer Teil seiner musikalischen Entwicklung war zu dieser Zeit autodidaktisch. Später nahm er an Fernkursen am renommierten Berklee College of Music in Boston, USA teil.
1970 gründete er La Banda de Gerry Weil, mit der das Album The Message entstand. 1972 formierte er die Banda Municipal, die traditionelle venezolanische Musik mit zeitgenössischen Rhythmen kombinierte. Zwischen 1974 und 1981 lebte Weil mit seiner Familie auf einem Bauernhof in Mérida. Während dieser Zeit vertiefte er sich in die Musik von Johann Sebastian Bach auf dem Klavier. Seine Konzerte beinhalteten Werke von Bach und indische Ragas. Am Ende dieser Periode kehrte er nach Caracas zurück, um seine Musikkarriere wieder aufzunehmen und als Musiklehrer zu arbeiten.
1982 trat Weil zusammen mit seinem Sextett beim Jazzfest Berlin auf. Ab 1983 widmete er sich der Erstellung seiner Musik mit digitalen elektronischen Instrumenten und nutzte die MIDI-Technologie, die mehrere Jahre lang eine prägende Rolle in seiner Karriere spielte und ihn als Pionier im Umgang mit dieser Technologie in Venezuela etablierte. Er produzierte auch Alben für María Rivas, Desorden Público und Tulio Chuecos und beteiligte sich an weiteren musikalischen Produktionen. Danach entschied er sich, zu seinen „akustischen Wurzeln“ zurückzukehren. Er gab Unterricht für Musiker wie Ilan Chester, Otmaro Ruiz, Lorenzo Barriendos, Huáscar Barradas, Pedro Eustache, Prisca Dávila, Luis Perdomo, Silvano Monasterios oder Joseph Costi.
2008 erhielt er den Nationalen Musikpreis Venezuelas und 2009 das Ehrenzeichen für Verdienste um die Republik Österreich. 2020 veröffentlichte er das Album Sabana Grande, das zusammen mit Alfredo Guerrero produziert und aufgenommen wurde. Gerry Weil starb im November 2024 im Alter von 85 Jahren in Caracas.

## Künstlerische Beiträge
Weil gilt als Pionier des venezolanischen Jazz, bekannt für seinen experimentellen und avantgardistischen Stil. Er fusionierte traditionelle venezolanische Rhythmen mit Jazz und schuf dabei  Kompositionen wie Caballito Frenao. Er wurde als „großes Kind“ beschrieben, bekannt für seine Neugierde, Kreativität und Energie. Beeinflusst von Bewegungen wie der Hippiebewegung und dem spirituellen Lebensstil, fand er in seiner Zeit in Mérida eine tiefere Reflexion. Weil wurde als Mentor  geschätzt und förderte viele Musiker in den Bereichen Jazz und Improvisation.
Er setzte sich auch für die Integration der Jazzerziehung in Venezuela ein. Seine Musik ist ein fester Bestandteil des kulturellen Repertoires Venezuelas und symbolisiert die Kreativität eines Künstlers, die er bis zum Ende seines Lebens bewahrt hatte. Er betrachtete Venezuela als seine „zweite Heimat“, wo  er als „Meister des venezolanischen Jazz“ bezeichnet wird.

## Diskographie
- 1969: El Quinteto de Jazz
- 1971: The Message
- 1973: La Banda Municipal
- 1984: Jazz en Caracas
- 1989: Autana/Magic Mountain
- 1993: Volao
- 1999: Profundo
- 2005: Free Play & Love Songs
- 2006: Empatía
- 2006: Navijazz
- 2009: Tepuy
- 2020: Kosmic Flow (80 Years Young)
- 2020: Sabana Grande
- 2021: The Message
- 2021: Gerry Weil sinfónico (Orquesta Sinfónica Simón Bolívar)
- 2023: Alma
- 2023: Gerry Plays Bach